# A korona hercege
A korona hercege (I Szan (이산, Yi San), angolul: Lee San, Wind of the Palace) egy 2007-ben bemutatott dél-koreai történelmi televíziós sorozat, melyet eredetileg az MBC csatorna vetített. A sorozatot Magyarországon az M1 csatorna tűzte műsorára 2012. július 9-én, magyar szinkronnal, azóta az Izaura TV kétszer is ismételte.
A sorozatot az MBC Dramia stúdióban forgatták Kjonggi tartományban. Középpontjában Csoszon egyik legnagyobb királya, Csongdzso és szolgasorból való ágyasa, Szong üibin áll.

## Történet
A korona hercege a koreai Csoszon Dinasztia 22. uralkodójának, Csongdzso királynak életét mutatja be dramatizálva. Csongdzsóról úgy hírlik, hogy szimpatizált az átlagemberrel, annak ellenére is, hogy őt elkényeztetve nevelték fel mint a királyi család tagját.
A dráma a király korai éveinek bemutatásával kezdődik, amikor összebarátkozik kettő, a Palotában dolgozó gyermekkel (egyiküket udvarhölgynek, másikukat eunuchnak szánják), akiket később kicsapnak onnan. Jongdzso király (Csongdzso nagyapja) bezárja Csongdzso apját, Szado koronaherceget egy rizsládába étlen-szomjan, mert úgy véli, Szado puccsot akart ellene indítani. Csongdzso meg akarja menteni az apját két barátja, Szong Szongjon és Pak Teszu segítségével, és könyörög Jongdzso királynak, hogy könyörüljön meg a koronaherceg életén.
Ezután a dráma előreugrik Csongdzso felnőtt éveihez, amikor ő és barátai újra egymásra találnak. Mindeközben Csongdzso koronahercegi pozícióját veszélyeztetik az udvari szervezkedések.

## Epizódok
1. Egy barátság kezdete
2. Kalandos utazás
3. Árulás
4. A távozás
5. Ármánykodás I Szan körül
6. Rejtélyes üzenet
7. Többet ésszel, mint erővel
8. A lányrablás
9. A hamisított parancs
10. A nagy kérdések
11. Intrikák
12. Hamis vádak
13. Harc az igazságért
14. Csapás az összeesküvőkre
15. A vizsga
16. Királyi látogatás
17. Cselt csellel
18. Élet-halál kérdése
19. Élet és halál között
20. A reformterv
21. Reformok
22. Ki mint vet, úgy arat
23. Újjáéledés
24. Sötét tervek
25. Szövi a pók a hálóját...
26. A Náre fesztivál
27. Kifogások erdeje
28. Szorul a hurok
29. A csapda
30. Az ítélet
31. Az alvó oroszlán
32. Hamis vádak
33. Meglepetések
34. A kínai utazás
35. Aggasztó hírek
36. A nagy visszatérés
37. A titokzatos kór
38. A festmény titka
39. Az új király
40. Füstbe ment tervek
41. A zendülés
42. Visszatérés az életbe
43. Dominóelv
44. A király halála
45. A koronázás
46. A megtorlás
47. Az ítélet-végrehajtás
48. Az előléptetések
49. Ármány és szerelem
50. A király második felesége
51. Összecsapó vágyak
52. Fellángoló ellentétek
53. Nyomozás felsőbb körökben
54. Szolgalázadás
55. Az álterhesség
56. Áldatlanul áldott állapot
57. A koholt vád
58. Vallomások
59. Halál a családban
60. Váratlan fordulatok
61. Testvéri szeretet
62. Az esküvő
63. Élet a királyi udvarban
64. Ismeretlen ismerősök
65. Mérgező kapcsolatok
66. Az árulás
67. Váratlan döntés
68. Az új bizalmas
69. A rajtaütés
70. A feszültség fokozódik
71. A trónörökös
72. A koronaherceg
73. A fájdalom folytatódik
74. A királyné halála
75. A puccskísérlet
76. Új nap virrad
77. Végjáték

## Szereplők
Az alábbi táblázatban a szereplők és szinkronhangjaik találhatók:
| Színész neve                                                                                | Szerepbeli név | A szerep ismertetése | Magyar hang         |
| 1. sor: koreai hangul írás 2. sor: koreai latin átírás (angol verzió) 3. sor: magyar átírás | 1. sor: koreai hangul írás 2. sor: koreai latin átírás (angol verzió) 3. sor: magyar átírás 4. sor: magyar szinkronfordítás (ahogy a filmben elhangzik) | A szerep ismertetése | Magyar hang         |
| ------------------------------------------------------------------------------------------- | --- | --- | ------------------- |
| 이서진 Lee Seo Jin I Szodzsin                                                               | I Szan koronaherceg/Csongdzso király | A Csoszon Dinasztia történetének egyik legnagyobb királya, aki 1776-tól 1800-ig ült a trónon. | Varga Gábor         |
| 박지빈 Park Ji Bin Pak Csibin                                                               | I Szan koronaherceg/Csongdzso király gyermekkorában | | Straub Norbert      |
| 한지민 Han Ji Min Han Dzsimin                                                               | Szong Szongjon/Szong üibin | Tehetséges festő, később üibin úrnőként Szan ágyasa, az egyik koronaherceg anyja. Tisztelettudó, visszahúzódó, erényes nő | Csifó Dorina        |
| 이한나 Lee Han Na I Hanna                                                                   | Szong Szongjon/Szong üibin gyermekkorában | | Jelinek Éva         |
| 이종수 Lee Jong Soo I Dzsongszu                                                             | Pak Teszu | Szan barátja, a testőrség tagja, testőrkapitány, a királyi testőrség parancsnoka, majd főparancsnoka | Karácsonyi Zoltán   |
| 권오민 Kwon Oh Min Kvon Omin                                                                | Pak Teszu gyermekkorában | | Bogdán Gergő        |
| 이창훈 Lee Chang Hoon I Cshanghun                                                           | Szado koronaherceg | Szan édesapja, akit koholt vádak alapján apja, Jongdzso király kivégeztet. Szantól posztumusz királyi címet kap | Mihályi Győző       |
| 견미리 Kyun Mi Ri Kjon Miri                                                                 | Hjegjong úrnő | Szan édesanyja, akit trónra kerülése után fia anyakirálynéi elbánásban részesít. Intelligens, de konzervatív személyiség | Ruttkay Laura       |
| 이순재 Lee Soon Jae I Szundzse                                                              | Jongdzso király | Szado herceg apja, Szan nagyapja, Szukcsong király és Cshö szukpin fia, Csoszon egyik legnagyobb királya, aki több mint 50 évig uralkodott. Koholt vádak alapján kivégeztette fiát, később belehal a bűntudatba | Szersén Gyula       |
| 김여진 Kim Yeo Jin Kim Jodzsin                                                              | Jongszan királyné | Jongdzso fiatal felesége, a Noron frakció feje, a politikai háttérhatalom vezetője, Szan uralkodása idején anyakirályné. Okos, hataloméhes és kegyetlen. Célja, hogy Csoszon kormányzójává váljon (habár a sorozatban erről nem tesznek említést, Szan halála után ezt sikerült is elérnie, ugyanis Szan kisgyermekként trónra került fia mellé régensnek neveztette ki magát) | F. Nagy Erika       |
| 박은혜 Park Eun Hye Pag Unhje                                                               | Hjo-Üi királyné | Szan meddő felesége, Szongjon támogatója. Okos, erős akaratú és rendkívül erényes | Sipos Eszter Anna   |
| Maeng Sang-hoon Meng Szanghun                                                               | Nam Szicso | Szan kamarása és egyik legközelibb barátja, az eunuchok feje | Csuja Imre          |
| 성현아 Sung Hyun Ah Szong Hjona                                                             | Hvavan hercegnő | A háttérhatalom tagja és egyik feje, Jongdzso király lánya, rendkívül befolyásos politikai személyiség, a Noron frakció pénzügyeinek intézője. A királyi dinasztia ellen elkövetett bűneiért Szan száműzi | Sánta Annamária     |
| 조연우 Jo Yeon Woo Cso Jonu                                                                 | Csong Hugjom | Hvavan hercegnő adoptált fia, rendkívül intelligens, ambiciózus és igen bonyolult személyiség. Árulásáért Szan kivégezteti | Takátsy Péter       |
| 이인성 Lee In Sung I Inszong                                                                | Csong Hugjom gyermekkorában | |                     |
| 한상진 Han Sang Jin Han Szangdzsin                                                          | Hong Gukjong | Szan jobbkeze, Csong Hugjomhoz hasonlóan nagyon okos és hataloméhes. Miután mániákus hataloműzővé válik, Szan száműzi, a száműzetésében megbetegszik, s meghal | Gyurity István      |
| 장희웅 Jang Hee Woong Dzsang Hivung                                                         | Kang Szokki | Szan testőre, testőrkapitány, a királyi testőrség parancsnoka, a palotaőrség főparancsnoka |                     |
| 서범식 Seo Beom Sik Szo Bomsik                                                              | Szu Dzsangbo | Szan testőre, testőrkapitány, a királyi testőrség parancsnoka, katonai főtanácsos | Barabás Kiss Zoltán |